# La morte alata
La morte alata (Winged Death) è un racconto scritto da H. P. Lovecraft in collaborazione con Hazel Heald, pubblicato nel 1934. 

## Storia editoriale
Il racconto è uno dei cinque scritti da Lovecraft per conto della scrittrice Hazel Heald, pubblicato per la prima volta sulla rivista Weird Tales nel marzo 1934.
La traduzione delle edizioni in italiano, in mancanza del manoscritto originale, si basa su quest'ultimo testo. 

## Trama
Uno scienziato specializzato in febbri infettive decide di vendicarsi del collega Henry Moore che ha pubblicamente sminuito i meriti delle sue ricerche. In Sudafrica scopre un genere di mosche che veicolano una letale febbre infettiva: lo scienziato inizia a creare degli ibridi dalle ali colorate artificialmente per generare una varietà mortale ma che il suo dotto collega non sia in grado di identificare e perciò impossibilitato a difendersi. La vendetta apparentemente riesce e Moore muore. Sluenwite si reca a Bloemfontein sotto falso nome per sfuggire alla giustizia, ma inizia a essere perseguitato da una mosca con le ali colorate come i suoi ibridi, la quale ogni giorno inizia a dipingere sul soffitto quello che sembra un conto alla rovescia. Slauenwite inizia a scivolare nella paranoia e nella follia, siccome una leggenda narra che lo spirito di chi viene ucciso da quel genere di mosche rimane intrappolato nel corpo dell’insetto, e teme che Moore reincarnato sia tornato appunto per condannarlo alla sua stessa sorte. La storia finisce con Slauenwite che viene ritrovato morto di attacco cardiaco (e con segni di un morso di mosca sul collo). Ma, ciò che terrorizza davvero gli inquirenti, sono i segni di scrittura umana tracciati sul soffitto, l’esortazione di “qualcosa” a leggere il diario del medico dove sono narrati i fatti del racconto, e il corpo di una mosca che sembra essersi affogata per la disperazione nella boccetta di ammoniaca...

## Edizioni
- (EN) Howard Phillips Lovecraft e Hazel Heald, Winged Death, in Weird Tales, marzo 1934.
- Howard Phillips Lovecraft e Hazel Heald, La morte alata, in Giuseppe Lippi (a cura di), Tutti i racconti 1987-1922, Milano, Arnoldo Mondadori Editore, 1989.
- Howard Phillips Lovecraft e Hazel Heald, La morte alata, in Tutti i romanzi e i racconti, I mammut, n. 85, Newton Compton Editori, 2011,  p. 2563, ISBN 9788854128927.
- Howard Phillips Lovecraft e Hazel Heald, La morte alata, in Tutti i racconti, Oscar Mondadori Classici Moderni, Milano, Arnoldo Mondadori Editore, 2015,  p. 1614.